# Max Bruch
Max Bruch (Colonia, 6 gennaio 1838 – Friedenau, 2 ottobre 1920) è stato un compositore e direttore d'orchestra tedesco.

## Biografia
Studiò con Carl Reinecke, Ferdinand Breuning e Ferdinand Hiller.
Fu un celebre direttore d'orchestra e compì numerose tournée negli Stati Uniti e in Russia.
Fu direttore stabile a Coblenza dal 1865 al 1867, a Berlino dal 1878 al 1880, a Liverpool dal 1880 al 1883, a Breslavia dal 1883 al 1890.
Dal 1890 al 1911 ottenne la cattedra di composizione presso l'Accademia di Berlino ed ebbe tra i suoi allievi Ottorino Respighi.
Mentre la sua produzione strumentale ebbe un successo grandissimo, non altrettanta fortuna ebbero i suoi lavori teatrali.
Fu un esponente del tardoromanticismo musicale tedesco all'interno del quale manifestò tendenze conservatrici. Si tenne lontano dalle nuove esperienze di Franz Liszt, Richard Wagner per rifarsi piuttosto ai modelli mendelssonhiani che molto amava.
La sua fama è oggi legata al famoso Concerto per violino e orchestra op. 26 che scrisse trentenne e a Kol Nidrei per violoncello e orchestra, opera ispirata a melodie ebraiche risalenti al VII-VIII secolo.

## Alcune opere

### Opere sinfoniche
- Sinfonia n.1 in mi bemolle maggiore op. 28
- Sinfonia n.2 in fa minore op. 36
- Sinfonia n.3 in mi maggiore op. 51
- Suite su temi russi op.79b

### Concerti
- Concerto per violino e orchestra n.1 in sol minore op. 26 (1868)
- Concerto per violino e orchestra n.2 in re minore op. 44
- Concerto per violino e orchestra n.3 in re minore op. 58
- Adagio appassionato per violino e orchestra in do diesis minore op. 57
- Adagio su temi celtici per violoncello e orchestra op.55
- Canzone per violoncello e orchestra op. 56
- Concerto per clarinetto, viola e orchestra in mi minore, op. 88
- Concerto per due pianoforti e orchestra in la bemolle minore, op. 88 bis (1916 all'Academy of Music di Filadelfia diretto da Leopold Stokowski)
- Kol Nidrei, variazioni su un tema ebraico per violoncello e orchestra op. 47
- Konzertstück per violino e orchestra in fa diesis minore, op. 84
- In Memoriam, Adagio per violino e orchestra op. 65
- Romanza per viola e orchestra in fa maggiore op. 85
- Romanza per violino e orchestra in la minore op. 42
- Fantasia scozzese per violino e orchestra in mi bemolle maggiore, op. 46

### Musica da camera
- Otto pezzi per clarinetto, viola e pianoforte op. 83
- Ottetto per archi in si bemolle maggiore op. postuma (1920)
- Trio con pianoforte in do minore op. 5
- Quintetto per pianoforte in sol minore op. postuma (1886)
- Fantasie per due pianoforti op. 11
- Settimino in mi bemolle maggiore op. posth. (1849)
- Quartetto d'archi n. 1 in do minore op. 9
- Quartetto per archi n. 2 in mi maggiore, op. 10
- Quintetto per archi in la minore op. posth. (1918)
- Quintetto per archi in mi bemolle maggiore op. posth. (1918)

### Opere teatrali
- Die Loreley (1863)
- Hermione (1872)

### Opere corali
- Odisseo, per voci soliste, coro e orchestra, op. 41
- Das Lied von der Glocken, oratorio per soli, coro e orchestra, dal Das Lied von der Glocken di Friedrich Schiller, op. 45 (1872)